# Tommy Sugiarto
Tommy Sugiarto, né le 31 mai 1988 à Jakarta en Indonésie, est un joueur professionnel de badminton.

## Biographie
Il est le fils d'Icuk Sugiarto, qui a été champion du monde de badminton en 1983.

## Palmarès

### Grands championnats
- Médaille de bronze aux Championnats du monde 2014 en simple
- Médaille d'argent aux Championnats du monde junior 2006 en simple

### Tournois internationaux
| Année | Compétition                     | Adversaire               | Score.              | Résultat  |
| ----- | ------------------------------- | ------------------------ | ------------------- | --------- |
| 2014  | Open de Malaisie                | Lee Chong Wei            | 19-21, 9-21         | Finaliste |
| 2013  | BWF Super Series Masters Finals | Lee Chong Wei            | 10-21, 12-21        | Finaliste |
| 2013  | Open de Singapour               | Boonsak Ponsana          | 20-22, 21-5, 21-17  | Vainqueur |
| 2013  | Open d'Allemagne                | Chen Long                | 17-21, 11-21        | Finaliste |
| 2011  | Open de Taïwan                  | Tanongsak Saensomboonsuk | 21-15, 15-21, 21-17 | Vainqueur |
| 2011  | Open GPG d'Indonésie            | Dionysius Hayom Rumbaka  | 16-21, 17-21        | Finaliste |